# American Horror Story: Asylum
La segona temporada de la sèrie d'horror del canal de televisió americà FX American Horror Story, que es va emetre per primera vegada l'octubre de 2012 fins al 23 de gener de 2013. Anunciada el 31 d'octubre de 2011, la premissa d'aquesta segona temporada va marcar un canvi en el que havia sigut llavors la sèrie en la primera temporada, amb nous personatges i noves localitzacions. Aquesta temporada va marcar la definició de American Horror Story com a sèrie antològica, ja que es decidia produir capítols nous un dels altres amb arguments reelaborats a cada temporada. L'argument d'American Horror Story: Asylum se situava en l'inici el 1964 a la institució mental de Briarcliff Mental Institution, seguint les històries dels seus pacients, doctors i monges que s'ocupaven de la institució, intercalat amb fets del passat i del present.
Aquesta temporada va rebre disset nominacions als Premis Emmy, més que la temporada anterior. I les interpretacions de Jessica Lange, James Cromwell, Zachary Quinto, Sarah Paulson, i Lily Rabe van ser especialment lloats, amb Cromwell guanyant finalment l'Emmy al Outstanding Supporting Actor (Millor Actor de Repartiment).

## Argument
La segona temporada d'American Horror Story segueix els pacients, doctors i monges que s'ocupen del Briarcliff Mental Institution a Massachusetts el 1964, intercalat amb escenes del present. La germana Jude (Jessica Lange) i la germana Mary Eunice (Lily Rabe) mantenien la institució que fou fundada per monsenyor Timothy Howard (Joseph Fiennes) per tractar i acollir els bojos criminals. El psiquiatre Dr. Oliver Thredson (Zachary Quinto) i el científic Dr. Arthur Arden (James Cromwell) tracten els pacients dins de les instal·lacions. Els pacients, la majoria dels quals clamen que ells han estat injustament i erròniament internats, inclouen la periodista lesbiana Lana Winters (Sarah Paulson), l'assassí en sèrie Kit Walker (Evan Peters), i el presumpte assassí Grace Bertrand (Lizzie Brocheré).
Al llarg de la temporada, la informació es va revelant a través del passat, present, de les vides de cadascun dels personatges. La germana Jude va ser en el passat una ballarina de club nocturn que flirtejava amb tota mena de clients, i que una nit de 1949 després d'haver consumit una gran quantitat d'alcohol va patir un accident de cotxe i involuntàriament va matar una jove noia. El trauma la va empènyer a convertir-se en monja i més tard acabaria sent escollida per treballar a Briarcliff. La germana Mary Eunice acabaria posseïda i no pararia de burlar-se de la germana Jude sobre aquell accident del passat. La germana Jude però acabaria descobrint després que la nena que pensava que havia matat en realitat era encara viva. AIxí la germana Jude acabaria creient que Déu té un pla per a tot, i decidiria que la seva missió era destruir tot rastre del diable a Briarcliff.
EL diable inclouria als científics sàdics Dr. Arden i Dr. Thredson. Arden era un general nazi els experiments dels quals han produït els "Raspers", uns pacients mutants, que s'arrosseguen pel bosc que rodeja la institució. Ell i la germana Sister Jude sovint s'enfronten pels seus diversos punts de vista sobre com haurien de funcionar les instal·lacions. Dr. Thredson és un psiquiatre assignat per a avaluar l'assassí en sèrie Walker, malgrat que s'acaba revelant que és el mateix Thredson el qui és realment l'assassí en sèrie i no pas Walker. Walker creu que la seva dona Alma (Britne Oldford) va ser abduïda per alienigenes i Thredson s'acaba centrant en ell per culpar-lo de la mort d'aquesta, i alhora també de totes les altres víctimes que en realitat havia mort Thredson. Walker finalment fou enganyat i la seva confessió dels assassinats fou gravada. Però més tard s'acabaria escapant de la custòdia.
Thredson també intenta "reformar" una altra pacient que ha estat acusada erròniament. Lana Winters era una ambiciosa periodista que pretenia exposar els maltractaments que s'infligeixen als pacients de Briarcliff. Ella manté una relació amb la seva novia Wendy (Clea Duvall), la qual és usada com a xantatge (degut a la desaprovació en aquella època de les relacions homosexuals) per la germana Jude com a acusació a Winters. Més tard es revelaria que Thredson també havia assassinat a Wendy primer, tot i que li explicaria a Winters que ella es troba encara en parador desconegut. Thredson accepta ajudar a Winters a escapar de l'internament a l'asil, però ella descobreix ja el seu obscur secret i el que ell la veu a ella com la mare que no va tenir. Ell l'acabaria violant, però ella acaba escapant, per acabar de nou a Briarcliff. Ella acabarà sabent finalment que es va quedar embarassada del Thredson.
Mentre va creient que la seva dona està morta o desapareguda, Kit Walker acaba establint una relació cada cop més íntima amb Grace Bertrand. Ella és acusada de matar la seva família que havia tingut. Ella i Walker són enxampats tenint sexe abans de ser arrestats i separats per intentar esterilitzar-los. Tot i que ella va ser abduïda pels alienígenes i després la van retornar, en un estat bastant desenvolupat d'embaràs quasi ja a punt de donar a llum. Walker acabaria cedint a ser novament capturat i planejaria fugir amb ella i el seu nadó. Els tres aconseguirien sortir de l'asil al final i trobar-se amb la dona de Walter, Alma, la qual segueix viva i viu amb el seu fill.
Mentre tot això ocorre, la posseïda germana Mary Eunice ha aconseguit deposar i acusar la germana Jude. Mary Eunice acaba prenent el control de Briarcliff amb l'ajuda del doctor Arden. Ella acaba tenint cura de montsenyor Howard després que aquest acabi en mal estat per l'intent d'exorcisme fallit contra ella. Ella abusa d'ell però ell acaba tan molest amb ella que quan recupera les forces l'acaba llençant a ella pel balcó del tercer pis. El doctor Arden fidel encara a Mary Eunice acaba incinerant el cadàver d'ella, i s'acaba immolant ell també.
Lana Winters aconseguirà finalment la confessió del doctor Thredson, i decideix arraconar-lo a casa d'ell mentre vol avisar a la policia. Ell confirma que està boig, i que cap jurat l'acabaria condemnant a mort i ella l'acaba disparant. AL present, ella s'ha convertit en una famosa periodista d'investigació per a la televisió i ha aconseguit clausurar Briarcliff, ja que ha acabat mostrant al públic les males pràctiques de l'asil. Winters revela que monsenyor Howard va acabar suïcidant-se. I ella acaba informant que Kit Walker va prendre la germana Jude, després Alma va ser acusada d'assassinat per haver matat a Grace Bertrand per parlar sobre la possibilitat que els alienígenes tornin una altra vegada. La demència de Jude empitjora i ella és portada cap al bosc pels nens. la seva ment acaba sanant però morirà al cap de poc. Kit Walker acaba sent abduït després de contraure un càncer pancreàtic.
El fill gran de Winters (Dylan McDermott) ha decidit venjar-se d'ella perquè després de matar el seu pare (el doctor Thredson), a ell el va abandonar i no el va estimar mai. Sobretot les seves intencions es confirmen quan va escoltar públicament a la seva mare informant que el seu fill havia mort de naixement. Ella a l'últim moment l'acaba convencent que ell no és com el seu pare assassí, i després de prendre-li l'arma l'acaba matant a ell.

## Repartiment i personatges

### Repartiment principal
- Zachary Quinto com el doctor Oliver Thredson (12 episodis)
- Joseph Fiennes com a montsenyor Timothy Howard (10 episodis)
- Sarah Paulson com a Lana Winters (13 episodis)
- Evan Peters com a Kit Walker (13 episodis)
- Lily Rabe com a Sister Mary Eunice (10 episodis)
- Lizzie Brocheré com a Grace Bertrand (11 episodis)
- James Cromwell com al doctor Arthur Arden / Hans Grüper (10 episodis)
- Jessica Lange com a la germana Jude / Judy Martin (13 episodis)

### Repartiment secundari i personatges recurrents
- Naomi Grossman com a Pepper (7 episodis)
- Fredric Lehne com a Frank McCann (7 episodis)
- Chloë Sevigny com a Shelley (6 episodis)
- Clea DuVall com a Wendy Peyser (6 episodis)
- Britne Oldford com a Alma Walker (6 episodis)
- Jenna Dewan-Tatum com a Teresa Morrison (6 episodis)
- Dylan McDermott com a Johnny Morgan (5 episodis)
- Frances Conroy com a The Angel of Death / Shachath (5 episodis)
- Barbara Tarbuck com a Mother Superior Claudia (5 episodis)
- Adam Levine com a Leo Morrison (5 episodis)
- Mark Consuelos com a Spivey (4 episodis)
- Mark Margolis com a Sam Goodwin (3 episodis)
- Ian McShane com a Leigh Emerson (2 episodis)
- Franka Potente com a Anne Frank / Charlotte Brown (2 episodis)

## Episodis
| # (sèrie) | # (temp.) | Títol                        | Director(s)         | Guionista(es)         | Estrena                | Codi de producció | Audiència (en milions) |
| --- | --------- | ---------------------------- | ------------------- | --------------------- | ---------------------- | ----------------- | ---------------------- |
| 13 | 1         | «Welcome to Briarcliff»      | Bradley Buecker     | Tim Minear            | 17 d'octubre de 2012   | 2ATS01            | 3.85                   |
| En un moment del present, una jove parella, Teresa i Leo, exploren la en aquell moment abandonat Briarcliff Manor, un asil per a malalts mentals. Una escena retrospectiva cap a 1964 mostra llavors a Kit Walker sent acusat de ser l'infame assassí "Bloody Face" (Cara Ensangonada). Kit protesta perquè ell diu que és innocent i uns flaixos cap a la seva memòria del passat suggereixen que és responsable de quelcom encara més sinistre. A Briarcliff, Kit fa amistat amb Grace, qui creuen que ha matat a tota la seva família. La periodista Lana Winters aconsegueix endinsar-se a Briarcliff, per intentar exposar el maltractament als interns. Ella s'acaba enfrontant amb la tirànica germana Jude, qui acaba internant-la acusant-la d'homosexualitat (la seva nòvia és Wendy Peyser, una professora). Una petita rivalitat s'inicia llavors entre la germana Jude i el doctor Arthur Arden, el qual usa la tortura i l'assassinat per descobrir el secret de la bogeria. En el present, Teresa i Leo són atacats i perseguits a través de Briarcliff pel Bloody Face. |           |                              |                     |                       |                        |                   |                        |
| 14 | 2         | «Tricks and Treats»          | Bradley Buecker     | James Wong            | 24 d'octubre de 2012   | 2ATS02            | 3.06                   |
| "Bloody Face" ha mort a gent en ambdós períodes, present i en el passat al 1964. Un exorcista és cridat a l'asil després de l'estrany comportament d'un adolescent ja que no respon a l'ajuda mèdica; ell està posseït. El ritual oferirà a Lana i a Grace una oportunitat per escapar, però Lana se sent traïda ja que Grace vol també que Kit fugi amb elles, i el pla es frustra quan Grace i Kit són atrapats. L'adolescent posseït aconsegueix exposar la germana Jude el seu obscur passat que encara la turmenta, revelant que ella en el passat havia sigut una cantant de bars de mala mort que accidentalment una nit va tenir un accident conduint borratxa i va matar una noia. L'adolescent mor però després que surti expulsat el dimoni que el posseïa, i el dimoni acaba entrant en el cos de la germana Mary Eunice. |           |                              |                     |                       |                        |                   |                        |
| 15 | 3         | «Nor'easter»                 | Michael Uppendahl   | Jennifer Salt         | 31 d'octubre de 2012   | 2ATS03            | 2.47                   |
| En el present, Teresa i Leo acaben sent disparats per un home amb la màscara de Bloody Face, i després seran assetjats pel veritable Bloody Face. El 1964, la germana Mary Eunice que ha estat posseïda comença a corrompre l'ambient. Ella acaba matant sense miraments una pacient que havia fet notar el seu estat posseït, a més Mary prova d'insinuar-se al doctor Arden, i condueix a la germana Jude cap a la bogeria fent al·lusions al seu passat. Grace, Kit, i Lana intenten escapar-se de l'empresonament durant una tempesta però acaben retrocedint al topar-se amb els "Raspers". Shelley desitja escapar-se amb ells però acaba sent atrapada pel doctor Arden, que la colpeja i li acaba amputant parcialment les seves dues cames. |           |                              |                     |                       |                        |                   |                        |
| 16 | 4         | Michael Uppendahl            | Jessica Sharzer     | 7 de novembre de 2012 | 2ATS04                 | 2.65              |                        |
| Una dona (Franka Potente) que s'identifica com a Anne Frank és duta a l'asil. Ella acaba explicant a la germana Jude que el doctor Arden és en realitat el doctor Hans Grüper, un general nazi. La germana Jude es proposa llavors com pot fer-s'ho per fer aflorar la identitat real del doctor Arden. Grace admet a Kit que ella va matar el seu propi pare i la seva madrastra pels abusos sexuals que havia patit ella. Kit es pregunta llavors si ell també és en realitat un assassí i si està bloquejant els seus records sobre el que realment va passar la nit que la seva dona va "desaparèixer." Després d'una teràpia d'aversió fallida amb Lana, el doctor Thredson li promet a ella que l'acabarà ajudant a sortir de Briarcliff en una setmana. "Anne Frank" ataca el doctor Arden i ensopega amb Shelley, qui demana li demana a l'Anna que la mati, ja que els experiments del doctor l'estan convertint dolorosament en un Rasper. |           |                              |                     |                       |                        |                   |                        |
| 17 | 5         | «I Am Anne Frank (Part 2)»   | Alfonso Gomez-Rejon | Brad Falchuk          | 2ATS05                 | 2.78              |                        |
| La germana Jude contracta a un reconegut caçador de Nazis (Mark Margolis) el qual ha de construir un cas contra el doctor Arden. El doctor Thredson per la seva banda convenç a Kit de fer una confessió sorprenent. El marit de l'"Anne Frank" es presenta a l'asil per endur-se cap a casa la seva dona, però l'acaba retornant després que descobreix que ella encara creu que en realitat és Anne Frank. El doctor Arden s'ofereix a dur a terme una operació quirúrgica i n'obté el permís. Després la germana Jude es veu amenaçada pel doctor Arden, ella acaba fugint una nit durant una bona estona per a refugiar-se a beure a un bar. El doctor Thredson ajuda a Lana a escapar, però l'acaba atrapant a casa seva, i li revela que ell mateix és Bloody Face. Per prevenir que Jude acabi trobant a la mutilada Shelley, la germana Mary Eunice agafa a Shelley i la abandona en un forat de l'escala d'una escola, on l'acaben descobrint. |           |                              |                     |                       |                        |                   |                        |
| 18 | 6         | «The Origins of Monstrosity» | David Semel         | Ryan Murphy           | 21 de novembre de 2012 | 2ATS06            | 1.89                   |
| Per tal de dur a terme els últims rituals, Monsenyor visita a Shelley l'hospital. Una misteriosa noia molt jove (Nikki Hahn) arriba com a nova pacient a Briarcliff després que la seva mare cregui que ella ha matat algú. Una escena retrospectiva mostra com el doctor Arden arriba a treballar a Briarcliff. La germana Jude finalment obté evidències de l'horrífic passat del doctor Arden, però posa la vida d'algú i la seva pròpia en joc. Mentrestant, el doctor Arden, Monsenyor, i la germana Mary Eunice indirectament formen una diabòlica unió. Lana continua com a ostatge del doctor Thredson (Bloody Face), el qual li relata tot el seu passat. En el present, la policia arriba a l'asil i descobreix tres cossos, i acaba descobrint que Bloody Face ha capturat a la Teresa. |           |                              |                     |                       |                        |                   |                        |
| 19 | 7         | «Dark Cousin»                | Michael Rymer       | Tim Minear            | 28 de novembre de 2012 | 2ATS07            | 2.27                   |
| L'Àngel de la Mort (Frances Conroy) apareix a l'asil després que unes quantes pacients desitgessin morir, una de les quals Grace. La visita de l'àngel no senta bé a la germana Mary Eunice, però les dues acaben acceptant que les seves tasques individuals encara no han finalitzat. La germana Jude planeja usar els serveis de l'àngel però abans necessita intentar demanar perdó als pares de la nena que va atropellar fa anys. Jude queda impactada al descobrir que la noia va sobreviure a l'accident. Després d'aconseguir escapar del doctor Thredson, Lana és ferida en un estrany accident de cotxe i acaba sent retornada a Briarcliff. Kit escapa de la custòdia per endur-se fora de l'asil a Grace, però ella és accidentalment ferida per un tret de Frank i mor. |           |                              |                     |                       |                        |                   |                        |
| 20 | 8         | «Unholy Night»               | Michael Lehmann     | James Wong            | 5 de desembre de 2012  | 2ATS08            | 2.36                   |
| Un pacient disfressat de Santa Claus (Ian McShane) provoca disturbis a Briarcliff i busca revenjar-se de la germana Jude per haver-lo fet tancar en solitari, després que ell cometés un assassinat durant les passades festivitats de Nadal. El doctor Arden demana en secret a la germana Jude ajuda per salvar a la germana Mary Eunice, després de confessar a Jude que ell pretén ser un ardit per recuperar el control sobre Briarcliff, a instàncies de la germana Eunice. Lana es retroba amb Kit fent-lo partícip del descobriment que el doctor Thredson és Bloody Face el qual està provant la seva innocència. Dr. Thredson troba a Lana a l'asil, però Kit la salva abans que ell la fereixi. El doctor Arden també té una sorprenent trobada amb la ja difunta Chute durant la seva tasca d'eliminació del cadàver de Grace's. |           |                              |                     |                       |                        |                   |                        |
| 21 | 9         | «The Coat Hanger»            | Jeremy Podeswa      | Jennifer Salt         | 12 de desembre de 2012 | 2ATS09            | 22.22                  |
| Lana i Kit volen fer caure en un parany al doctor Thredson i fer-lo confessar la seva identitat com al veritable Bloody Face. El doctor Arden acaba convencent però a Kit que mori temporalment i així forçar la tornada dels aliens ja que creuen que en Kit té una rellevància transcendental molt destacada per als aliens i per això el visiten quan es troba en perill, i a més amb l'experiment volen demostrar que els aliens pretenien salvar la vida a la Grace i que ella està embarassada del fill d'en Kit. La germana Jude acaba sent deposada de la seva posició dins de l'asil i ingressa ara com a pacient, causant que monsenyor Howard a intentar batejar a Leigh però acaba amb desastrosos resultats. A l'època actual Johnny Thredson (Dylan McDermott), que encara ara l'assassí Bloody Face, assisteix a una sessió de teràpia, i acaba assassinant a la seva terapeuta. |           |                              |                     |                       |                        |                   |                        |
| 22 | 10        | «The Name Game»              | Michael Lehmann     | Jessica Sharzer       | 2 de gener de 2013     | 2ATS10            | 2.21                   |
| El doctor Arden dona per finalitzats els seus experiments. Kit i Lana continuen pressionant l'assassí doctor Thredson, qui acaba revelant molts secrets a Kit. Ara com a pacient, i que tothom anomena pel seu nom comú de Judy Martin, la germana Jude està subjecta ara als tractaments inhumans de l'asil. Grace es posa de part i acaba naixent un nen. Monsenyor Howard inicia una lluita contra contra la posseïda germana Mary Eunice, i l'acaba empenyent fent-la caure del tercer pis. Entristit per la seva mort, el doctor Arden s'acaba immolant en el mateix foc en el que és incinerat el cos de la germana Mary Eunice. |           |                              |                     |                       |                        |                   |                        |
| 23 | 11        | «Spilt Milk»                 | Alfonso Gomez-Rejon | Brad Falchuk          | 9 de gener de 2013     | 2ATS11            | 2.51                   |
| Explicada la veritat per Judy, la mare superiora Claudia aconsegueix ajudar a Lana a escapar, qui exposa els crims de Briarcliff i els del doctor Thredson. Lana després s'enfronta al doctor Thredson a casa seva i el mata. Kit, Grace i el seu fill acaben sent alliberats i es reuneixen a la llar del Kiton hi troben a l'altra dona del Kit, Alma, amb el seu fill. Judy promet a monsenyor Howard que la seva caiguda i la de l'asil estan molt pròximes. Lana intenta treure a Judy fora de Briarcliff però fracassa ja que monsenyor Howard n'ha falsificat la seva mort. |           |                              |                     |                       |                        |                   |                        |
| 24 | 12        | «Continuum»                  | Craig Zisk          | Ryan Murphy           | 16 de gener de 2013    | 2ATS12            | 2.30                   |
| Kit ha de fer front a la seva poligàmica vida amb Alma i Grace. Horroritzat per les abduccions dels aliens, Alma acaba posant-se histèrica, i acaba amb la vida de la Grace, així que la tornen a internar a Briarcliff. La germana Jude, és ara coneguda com a "Betty Drake", i cada dia està en un estat de bogeria més agut a l'asil. Lana publica un llibre sobre la seva terrible experiència, tot i que no tot el que hi publica és del tot cert. Alma mor a l'asil. Johnny en l'època actual està buscant una còpia del llibre per poder continuar la "tasca" criminal del seu pare. |           |                              |                     |                       |                        |                   |                        |
| 25 | 13        | «Madness Ends»               | Alfonso Gomez-Rejon | Tim Minear            | 23 de gener de 2013    | 2ATS13            | 2.29                   |
| Durant una entrevista sobre la seva carrera periodística, una vella i famosa periodista d'investigació de televisió, Lana discuteix sobre la seva croada per tancar Briarcliff i exposar al doctor Arden com un criminal de guerra, que va conduir a Monsenyor a acabar suïcidant-se. Es revela posteriorment que Kit havia ajudar en secret a la germana Jude a sortir de Briarcliff per intentar fer-li retornar el seny. Jude acaba esdevenint temporalment part de la família del Kit, i acaba creant llaços molt fort amb els nens del Kit. Desafortunadament, Jude acaba morint a casa del Kit. Kit després contreu un càncer pancreàtic i és abduït pels aliens, per no tornat mai més. Johnny finalment s'enfronta a Lana després de l'entrevista i es revela que Lana ja s'havia vist amb ell (sense saber que era el seu fill qui tenia davant) primerament com un estrany, protegint-lo en aquell moment d'ún abús que estava patint. Lana (que abans de l'entrevista ja havia alertat a la policia del caràcter impulsiu del seu fill) acaba finalment convencent al seu fill de deixar anar la pistola. I en un gest ràpid, Lana dispara ràpidament al seu fill al cap abans que aquest es recuperi de l'estupor. L'episodi finalitza amb una escena retrospectiva en la que la germana Jude està al seu despatx en el primer episodi, "Welcome to Briarcliff". Lana i Jude tenen una conversa molt cordial sobre la naturalesa da del diable, mentre intenta de convèncer a Lana que renuncii als seus desitjos d'entrevistar-se amb l'assassí |           |                              |                     |                       |                        |                   |                        |

## Producció

### Desenvolupament
Tot el que es va veure en la primera temporada era el final de la llar dels Harmon. La segona temporada mostrarà una nova llar i una nova edificació per rondar. Tal com aquest any, cada temporada de la sèrie tindrà un inici, una continuació i un final. La segona temporada no se situarà a Los Angeles. Però òbviament passarà a Amèrica, però en una localització completament diferent.
A l'octubre de 2011, la cadena FX Network va renovar la sèrie per una segona temporada. I al desembre de 2011, el co-creador de la sèrie Ryan Murphy va anunciar els seus plans de canviar els personatges i les localitzacions en la segona temporada.
Ell també va dir de totes maneres, que alguns actors de la primera temporada tornarien a la segona. "Els actors que tornaran interpretaran uns personatges completament nous, noves criatures, monstres, etcètera. La història de la família Harmon queda finalitzada. La gent que torna estarà interpretant personatges totalment nous", anuncià. La segona temporada tindrà lloc a la Costa Est, en una institució de ciminals malalts mentals, anomenada Briarcliff Manor. "Serà un món completament diferent i no tindrà res a veure amb la temporada 1; no hi haurà cap menció a la temporada 1... La segona temporada estarà situada en un moment temporal completament diferent", comentà Murphy. Al maig de 2012, Murphy va revelar que la configuració de la segona temporada tindria lloc en un hospital psiquiàtric que el personatge interpretat per Jessica Lange dirigiria en l'any 1960.
AL juliol de 2012, Murphy va tornar a parlar sobre la segona temporada, comentant que "Tothom es mostrarà diferent, gent que eren enemics l'any passat ara seran aliats en aquest any. Els sets de rodatge són fantàstics. És a 1964, així que tot es veu realment diferent."
Per mi l'últim any fou un drama familiar. Aquesta és la nostra versió d'un drama laboral."
Murphy va explicar també a TV Guide que no hi hauria cap fantasma en aquesta segona temporada: "Crec que la història és aterridora," digué. "La història és una peça d'un període en una institució de salut mental que es basa principalment en la veritat i la veritat és sempre més aterridora que la ficció."
L'agost de 2012, Murphy va anunciar quin seria el nou nom de la segona temporada: "Hem triat 'Asylum' perquè no només descriu l'asil de salut mental que dirigeix el personatge de Jessica Lange com a centre també per tuberculosos sinó que també significa un lloc per als no desitjats i rebutjats" va declarar. "El tems d'aquest any serà sobre la salut mental i sobre com abordem els horrors de la vida real."
L'anterior consultor i productor Tim Minear va ser ascendit a productor executiu i continuà escrivint guions per a la sèrie, començant amb l'estrena de la temporada També va escriure el guió del final de temporada.
En una entrevista el gener de 2013 per Entertainment Weekly, Murphy va parlar sobre que originàriament volia situar la segona temporada en una presó: "Crec que en un primer moment quan estàvem ideant la segona temporada abans d'acordar la idea de situar-la en un asil, havíem parlat de fer la segona temporada en una presó però després va aparèixer la sèrie Alcatraz que ens va prendre la idea. No va ser mai una idea definitiva però sempre m'havia agradat la idea. Crec que un asil de salut mental va ser per a nosaltres probablement molt més efectiu."

### Càsting
El març de 2012 Murphy revelà que la segona temporada havia estat conceptualitzada al voltant de Jessica Lange: "Aquests erà el xou de Jessica Lange així que estic molt exictat per això. Estem dissenyant una fantàstica oposició del personatge de Constance per ella. Ella i jo hem parlat sobre diferents coses. Ella té moltes idees, i té molt a aportar al seu personatge. M'ha dit algunes coses que ella sempre havia desitjat interpretar com a actriu." El personatge de Lange és la germana Jude, aparentment una monja sàdica. Zachary Quinto, que havia recorregut al rol de Chad en la primera temporada, va ser confirmat com a líder el març de 2012, interpretant el doctor Oliver Thredson, un psiquiatre amb tractaments innovadors que va en contra de la germana Jude. Quinto va confirmar que el seu nou personatge estaria molt entenimentat i ferm.
Al festival de televisió William S. Paley, Evan Peters, Sarah Paulson, i Lily Rabe van ser confirmats per tornar al càsting principal com a membres de la segona temporada. Paulson faria de Lana Winters, una periodista lesbiana la parella de la qual és qui l'acusa a les autoritats, després d'un xantatge i amenaces de la germana Jude, i acaba sent internada a l'asil. El personatge de Rabe és la germana Mary Eunice, una innocent i lleial segona encarregada de la germana Jude (Jessica Lange). Peters fa el rol de Kit Walker, un home el qual és acusat d'haver mort la seva dona Alma (Olford), però que ell denuncia que ella va ser abduida pels aliens. Murphy va afirmar que Peters, "que va ser el noi dolent de l'última temporada", seria l'heroi en el xou d'aquest any.
El març de 2012 va ser anunciat que el líder de Maroon 5 Adam Levine estava en negociacions per aparèixer en la segona temporada. Interpretaria Leo, un "personatge contemporani i un dels components d'una parella només coneguda com 'The Lovers' (Els Amants)", d'acord amb Tim Stack de Entertainment Weekly. Levine va revelar a E! el juny de 2012 que el seu personatge era "noucasat i que anava de lluna de mel amb la seva dona," afirmà. "No vull explicar massa... però és sagnant." Jenna Dewan-Tatum faria el paper de la seva dona, Teresa. A l'abril de 2012, Lizzie Brocheré va ser escollida per interpretar Grace, un caràcter originalment descrit com a "una salvatge, feroç, extremadament sexual, i perillosament compulsiva i sexualment capriciosa" que rivalitzaria amb el nou personatge de Jessica Lange, però més tard el rol d'aquest personatge va ser canviat en gran manera. Al maig de 2012 James Cromwell va formar com a co-estrella interpretant el doctor Arthur Arden, un home que treballa a l'asil, i que s'acabaria revelant que havia sigut nazi. Chloë Sevigny interpretaria el rol de Shelley la Nimfòmana, una dona que li agradaria molt tenir sexe i que el seu propi marit la va internar a l'asil.
El juny de 2012, l'actor Joseph Fiennes es va unir al càsting principal com a monsenyor Timothy Howard, un possible interès amorós per la germana Jude interpretada per Jessica Lange. A més al juny de 2012, Chris Zylka va ser triat pel càsting per interpretar Daniel, el qual va ser promocionat com "el noi més bell en el món i alhora sordmut"; tot i que Zylka va ser substituït després per un actor no mencionat, degut a les seves reticències perquè li rapessin els cabells del cap per interpretar aquest personatge. Britne Oldford va ser integrada al càsting per reclutar qui interpretés a Alma, la que en teoria seria la desapareguda/morta muller del personatge de Peter. Al juliol de 2012, Mark Consuelos va ser reclutat en el càsting com a pacient anomenat Spivey, que va ser descrit com un abusador degenerat. A més al julio, Clea DuVall va ser triada per interpretar a Wendy, una professora d'escola que seria la nòvia de la Lana, i Franka Potente seria triada per un paper no especificat, que després s'acabaria revelant ser Anne Frank/Charlotte Brown.
L'agost de 2012, Blake Sheldon va ser escollit per interpretar els personatges de Devon i Cooper, els dos descrits com "alts, prims i psicòpates". FInalment Sheldon va acabar fent només de Cooper. L'actriu de la primera temporada Frances Conroy (Moira) va ser l'actriu convidada que faria de The Angel of Death (l'`ngel de la Mort). EL guanyador del Emmy Award Eric Stonestreet estava planejat que aparegués de nou com a estrella convidada, aquesta temporada com a assassí, però finalment l'aparició no va fructificar. L'actor de la sèrie Oz Mark Margolis va reaparèixer com a Sam Goodwin, mentre que l'actor David Chisum i l'actriu Amy Farrington van aparèixer com un marit afectuós i una mare preocupada, respectivament. A mitjans d'octubre, el veterà Ian McShane de Kings va unir-se a la temporada fent el paper de Leigh Emerson, un home psicòtic que mata gent mentre va disfressat amb una vestimenta de Santa Claus; ell té una venjança pendent contra la germana Jude. L'ex co-estrella de la sèrie Dylan McDermott va aparèixer durant la segona meitat de la temporada com a Johnny Morgan, qui és en realitat Johnny Thredson i en l'època actual el personatge de Bloody Face (Cara ensangonada).

### Filmació
L'inici de les filmacions va ser el 17 de juliol de 2012. Els exteriors per la segona temporada van ser filmats a Hidden Valley, Ventura County, California, una zona rural als afores de Los Angeles. La filmació de l'exterior de Briarcliff es va fer a l'antic palau de justícia d'Orange County. El dissenyador de la producció de la sèrie Mark Worthington afirmà: "Es coneix com a Richardsonian and Romanesque. Que més tard l'arquitecte s'anomenaria Henry Hobson Richardson. Ek desenvolupà l'estil al segle xix. Conté arcs circulars de pedra pesant. És esgarrifós, ideat per a l'horror. És fosc, de maó fosc brillant. És així com la llum recorrerà tot l'espai de l'hospital. Encara s'ho sent una sensació d'institucional en ell."

## Màrqueting
Similar a el que va fer amb la primera temporada, FX va publicar petits tràilers de la segona temporada, a la seva pàgina de Facebook.

## Recepció

### Premis i nominacions
| Any  | Associació                                                                   | Categoria | Nominats(des) | Resultat  |
| ---- | ---------------------------------------------------------------------------- | --- | --- | --------- |
| 2012 | 17th Satellite Awards                                                        | Best Supporting Actor – Series, Miniseries, or Television Film                                                                                                   | Evan Peters | Nominat   |
| 2012 | 17th Satellite Awards                                                        | Millor sèrie de Televisió - Gènere | American Horror Story: Asylum | Nominat   |
| 2013 | 3rd Critics' Choice Television Awards                                        | Millor pel·lícula/mini-sèrie | American Horror Story: Asylum | Nominat   |
| 2013 | 3rd Critics' Choice Television Awards                                        | Millor actriu de mini-sèrie/pel·lícula | Jessica Lange | Nominat   |
| 2013 | 3rd Critics' Choice Television Awards                                        | Millor actor de repartiment en pel·lícula/mini-sèrie | Zachary Quinto | Guanyador |
| 2013 | 3rd Critics' Choice Television Awards                                        | Millor actor de repartiment en pel·lícula/mini-sèrie | James Cromwell | Nominat   |
| 2013 | 3rd Critics' Choice Television Awards                                        | Millor actriu de repartiment en una pel·lícula/mini-sèrie | Sarah Paulson | Guanyador |
| 2013 | 3rd Critics' Choice Television Awards                                        | Millor actriu de repartiment en una pel·lícula/mini-sèrie | Lily Rabe | Nominat   |
| 2013 | 19th Screen Actors Guild Awards                                              | Millor Interpretació d'una Actriu en una Sèrie Dramàtica | Jessica Lange | Nominat   |
| 2013 | 24th GLAAD Media Awards                                                      | Millor pel·lícula de televisió o mini-sèrie | American Horror Story: Asylum | Guanyador |
| 2013 | 29th TCA Awards                                                              | Millor estrena en pel·lícula, mini-sèrie, i especials | American Horror Story: Asylum | Nominat   |
| 2013 | 39th Saturn Awards                                                           | Millor sèrie de televisió sindicada/per cable | American Horror Story: Asylum | Nominat   |
| 2013 | 39th Saturn Awards                                                           | Millor actriu en televisió | Sarah Paulson | Nominat   |
| 2013 | 39th Saturn Awards                                                           | Millor actriu de repartiment a televisió | Jessica Lange | Nominat   |
| 2013 | 65th Directors Guild of America Awards                                       | Millor direcció - mini-sèrie o pel·lícula de televisió | Michael Rymer for "Dark Cousin" | Nominat   |
| 2013 | 70th Golden Globe Awards                                                     | Millor actriu - mini-sèrie o pel·lícula de televisió | Jessica Lange | Nominat   |
| 2013 | American Film Institute                                                      | Programa Top Ten de la televisió el 2012 | American Horror Story: Asylum | Guanyador |
| 2013 | Art Directors Guild Award                                                    | Excel·lència en el disseny de producció: Pel·lícula de televisió o mini-sèrie                                                                                    | Mark Worthington for "I Am Anne Frank: Part 2" | Guanyador |
| 2013 | Golden Reel Awards                                                           | Millor edició de so: Forma de sons d'efecte breus i sons d'ambient a Televisió                                                                                   | Episode: "Welcome to Briarcliff" | Guanyador |
| 2013 | Producers Guild of America Award                                             | Millor productor de format llarg a televisió | Ryan Murphy, Brad Buecker, Dante Di Loreto, Brad Falchuk, Chip Vucelich, and Alexis Martin Woodall | Nominat   |
| 2013 | 2nd PAAFTJ Television Awards                                                 | Millor mini-sèrie o pel·lícula de televisió | American Horror Story: Asylum | Pendent   |
| 2013 | 2nd PAAFTJ Television Awards                                                 | Millor actriu en mini-sèrie o pel·lícula de televisió | Jessica Lange | Pendent   |
| 2013 | 2nd PAAFTJ Television Awards                                                 | Millor actor de repartiment en una mini-sèrie o pel·lícula de televisió                                                                                          | James Cromwell | Pendent   |
| 2013 | 2nd PAAFTJ Television Awards                                                 | Millor actor de repartiment en una mini-sèrie o pel·lícula de televisió                                                                                          | Zachary Quinto | Pendent   |
| 2013 | 2nd PAAFTJ Television Awards                                                 | Millor actriu de repartiment en una mini-sèrie o pel·lícula de televisió                                                                                         | Sarah Paulson | Pendent   |
| 2013 | 2nd PAAFTJ Television Awards                                                 | Millor càsting en una mini-sèrie o pel·lícula de televisió | Zachary Quinto, Joseph Fiennes, Sarah Paulson, Evan Peters, Lily Rabe, Lizzie Brocheré, James Cromwell, and Jessica Lange                                                                                        | Pendent   |
| 2013 | 2nd PAAFTJ Television Awards                                                 | Millor direcció per una mini-sèrie o pel·lícula de televisió | Michael Rymer for "Dark Cousin" | Pendent   |
| 2013 | 2nd PAAFTJ Television Awards                                                 | Millor guió per a mini-sèrie o pel·lícula de televisió | Brad Falchuk for "I Am Anne Frank: Part 2" | Pendent   |
| 2013 | 2nd PAAFTJ Television Awards                                                 | Millor èxit artístic/visual per a mini-sèrie o pel·lícula de televisió                                                                                           | Michael Goi (cinematography), Mark Worthington (production design), Andrew Murdock (art direction), Elen Brill (set decoration), Monte C. Haught (hair), and Lou Eyrich (costumes) for "I Am Anne Frank: Part 2" | Pendent   |
| 2013 | 2nd PAAFTJ Television Awards                                                 | Millor èxit tècnic per a mini-sèrie o pel·lícula de televisió | Stewart Schill (film editing), Jason Piccioni (visual effects), and John Bauman (sound mixing) for "Madness Ends"                                                                                                | Pendent   |
| 2013 | 65th Primetime Emmy Awards                                                   | | |           |
| 2013 | Millor mini-sèrie o pel·lícula                                               | American Horror Story: Asylum | Nominat |           |
| 2013 | Millor actriu líder en mini-sèrie o pel·lícula                               | Jessica Lange | Nominat |           |
| 2013 | Millor actor de repartiment en una mini-sèrie o pel·lícula                   | James Cromwell | Guanyador |           |
| 2013 | Millor actor de repartiment en una mini-sèrie o pel·lícula                   | Zachary Quinto | Nominat |           |
| 2013 | Millor actriu de repartiment en una mini-sèrie o pel·lícula                  | Sarah Paulson | Nominat |           |
| 2013 | Millor direcció artística en una mini-sèrie o pel·lícula                     | Mark Worthington, Andrew Murdock, and Ellen Brill per "I Am Anne Frank: Part 2"                                                                                  | Nominat |           |
| 2013 | Millor direcció artística en una mini-sèrie o pel·lícula                     | Mark Worthington, Edward L. Rubin, and Ellen Brill per "Welcome to Briarcliff"                                                                                   | Nominat |           |
| 2013 | Millor càsting per a mini-sèrie, pel·lícula, o especial                      | Robert Ulrich and Eric Dawson | Nominat |           |
| 2013 | Millor caracterització per a mini-sèrie, pel·lícula, o especial              | Chrisi Karvonides and Conan Castro for "Madness Ends" | Nominat |           |
| 2013 | Milloc cinematografia per a mini-sèrie o pel·lícula                          | Michael Goi per "I Am Anne Frank: Part 2" | Nominat |           |
| 2013 | Millor edició d'imatge de càmera singular per a mini-sèrie o pel·lícula      | Fabienne Bouville for "Nor'easter" | Nominat |           |
| 2013 | Millor estil de pentinat per a mini-sèrie o pel·lícula                       | Monte C. Haught, Janis Clark, Stacey K. Black, Natalie Driscoll, and Michelle Ceglia                                                                             | Nominat |           |
| 2013 | Millor disseny de títol principal                                            | Ryan Murphy, Kyle W.J. Cooper, Juan Ruiz Anchia, i Kate Berry | Nominat |           |
| 2013 | Millor maquillatge per a mini-sèrie o pel·lícula                             | Eryn Krueger Mekash, Kim Ayers, Silvina Knight, and John Elliot                                                                                                  | Nominat |           |
| 2013 | Millor maquillatge prostètic per a sèrie, mini-sèrie, pel·lícula, o especial | Eryn Krueger Mekash, Mike Mekash, Hiroshi Yada, Christopher Nelson, Kim Ayers, Silvina Knight, Christien Tinsley, i Jason Hamer                                  | Nominat |           |
| 2013 | Millor edició de so per a mini-sèrie, pel·lícula o especial                  | Gary Megregian, Steve M. Stuhr, Jason Krane, Christian Buenaventura, Timothy A. Cleveland, David Klotz, Andrew Dawson, i Noel Vought per "Welcome to Briarcliff" | Guanyador |           |
| 2013 | Millor mescla de so per a mini-sèrie o pel·lícula                            | Sean Rush, Joe Earle, i Doug Andham per "Welcome to Briarcliff"                                                                                                  | Nominat |           |

### Opinions
American Horror Story: Asylum va rebre generalment crítiques positives obtenint una puntuació de 64 sobre 100 a Metacritic basat en 21 ressenyes. James Poniewozik de la revista Time va dir sobre els primers episodis de la segona temporada: "AHS: Asylum sembla molt més centrada, i igual de frenètica, a més d'esglaiadora. També està magníficament realitzada, amb una visió de l'entorn institucional dels anys 60 molt detallada que pots fins i tot olorar l'aire viciat i l'encens." Maureen Ryan del The Huffington Post en va dir, "És el mèrit dels guionistes d'Asylum, els directors i del càsting que el dolor emocional dels personatges sovint se senten tan reals com la incertesa i el terror." Verne Gay de Newsday va donar a la temporada una nota de C, escrivint que "té alguns efectes especials bons, però no una història que els acompanyi". Tot i que Linda Stasi del New York Post va expressar d'aquesta sèrie que era "per sobre del més alt", afegint que "necessito entrar jo mateixa en un asil després de dues hores d'aquesta bogeria".
En resum, com a figura destacada dels opinadors de programes i entreteniment en el 2012, Jess Cagle, director general de Entertainment Weekly, va dir-ne "és intensa, arriscada, no-prestis-atenció-a-cap-mosquit-que-et-podria-acompanyar-en-el-visionat", escrivint:
| « | (anglès) You know a show has a lot going on when the occasional appearance of extraterrestrials is no more surprising than spotting a Prius on Modern Family. FX's grand experiment American Horror Story came howling back for its second terrifying season with less of a story...than a macabre, unforgettable, discordant symphony of images and characters... American Horror Story: Asylum, set mostly in the 1960s, took the current zeitgeist—with all its free-floating fear, nefarious undercurrents, and outrageous anxiety—skinned it alive, and turned it into a lamp to illuminate our collectively twisted psyche and voracious appetite for distraction. | (català) Saps que un espectacle té molt a fer quan ocasionalment apareixen extraterrestres i no serà massa més sorprenent que l'aparició d'un Toyota Prius a Modern Family. El gran experiment de FX American Horror Història arribar udolant per la seva segona temporada amb una menys terrorífic de la història... malgrat que un macabre, inoblidable, discordant simfonia d'imatges i de personatges... American Horror Story: Asylum, està situada sobretot a la dècada de 1960, prenent l'esperit de l'època, amb tota la seva por en suspensió en l'ambient, corrents subterranis infames, i indecent ansietat a pell viva, i convertit en una llum per il·luminar col·lectivament la nostra desviada psique i l'apetit voraç per la distracció | » |
| — Jess Cagle , "This Was the Year That TV Went Insane." Entertainment Weekly, December 28, 2012, p. 30. | | |   |

### Valoració
El primer episodi va obtenir una puntuació de 2.2 de share entre els adults de 18 a 49 anys, reunint uns 3.85 milions d'espectadors, aconseguint els números més alts per una sèrie i els números més alts en la competició dels programes de nit de la televisió per cable.